# Amsterdam (песня)

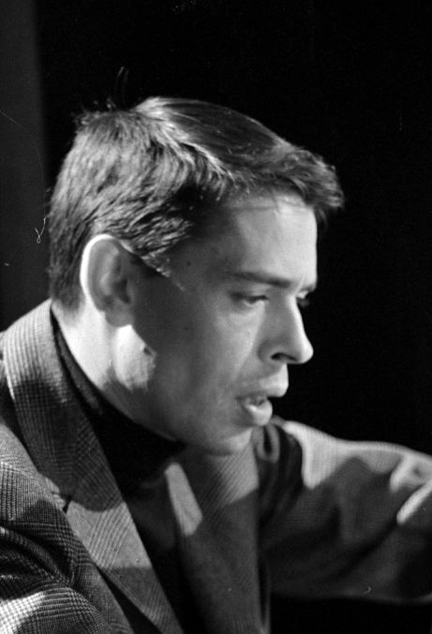
Жак Брель в 1963 году

Amsterdam — песня Жака Бреля, впервые исполненная в 1964 году.

## История
Одно из самых знаменитых сочинений Бреля, уступающее в популярности только Ne me quitte pas, написано на мотив старинной английской песни Greensleeves, в изменённом темпе характерного «брелевского крещендо». Впервые песня была исполнена на концерте в «Олимпии» 16 октября 1964, где имела необыкновенный успех у публики, устроившей продолжительную овацию. По мнению Паскаля Севрана, вечер представления этого шедевра был одним из крупнейших событий за всю историю «Олимпии».
21 октября того же года была издана в составе концертного альбома Olympia 1964. Студийной записи сделано не было, и популярная легенда объясняет данный факт тем, что сам автор, якобы, не любил это произведение. Подобное мнение основано на том, что Брель первоначально намеревался исполнить Amsterdam в самом начале концерта, вероятно, не рассчитывая на её успех у аудитории, но реакция зрителей, присутствовавших на репетиции, заставила его изменить своё решение.
Трансляция концерта радиостанцией Europe 1 также способствовала феноменальному успеху песни. Брель обыкновенно не исполнял своих произведений на бис, и одно из двух известных исключений, как об этом рассказывал его аккомпаниатор Жан Корти, было сделано именно для этой песни, по просьбе публики на концерте в Москве в 1965 году.
Amsterdam до настоящего времени часто исполняется различными музыкантами на многих языках. Английский перевод сделан Мортом Шуманом, и первая англоязычная версия была записана в 1967 году Скоттом Уокером. Наиболее известная версия на английском принадлежит Дэвиду Боуи (1973).

## Кавер-версии и адаптации
- Морт Шуман — на английском (1978)
- Parabellum[фр.] (со своей, более грубой, версией текста) (1986)
- Мишель Торр (у которой есть своя песня с таким же названием) для сборника-трибьюта
- Изабель Буле — Au moment d'être à vous (2002)
- Les Enfoirés (Гару, Серж Лама, Элен Сегара) — Tous dans le même bateau (2002)
- Уте Лемпер — But One Day… (2002), на французском и английском
- I Muvrini — на французском и корсиканском. Также исполняли эту песню вместе с Уте Лемпер, а 15 марта 2008 на концерте в Брюсселе с Флораном Паньи и хором
- Марк Алмонд — Brel Extras (2008), на английском
- Shortparis — Amsterdam (2013)